# Czarnocin (gemeente in powiat Piotrkowski)
De gemeente Czarnocin is een landgemeente in het Poolse woiwodschap Łódź, in powiat Piotrkowski.
De zetel van de gemeente is in Czarnocin.
Op 30 juni 2004 telde de gemeente 4104 inwoners.

## Oppervlakte gegevens
In 2002 bedroeg de totale oppervlakte van gemeente Czarnocin 72,74 km², waarvan:
- agrarisch gebied: 86%
- bossen: 7%

De gemeente beslaat 5,09% van de totale oppervlakte van de powiat.

## Demografie
Stand op 30 juni 2004:
| Omschrijving                   | Totaal | Totaal | Vrouwen | Vrouwen | Mannen | Mannen |
| ------------------------------ | ------ | ------ | ------- | ------- | ------ | ------ |
| eenheid                        | aantal | %      | aantal  | %       | aantal | %      |
| inwoners                       | 4104   | 100    | 2161    | 52,7    | 1943   | 47,3   |
| bevolkingsdichtheid (inw./km²) | 56,4   | 56,4   | 29,7    | 29,7    | 26,7   | 26,7   |

In 2002 bedroeg het gemiddelde inkomen per inwoner 1383,99 zł.

## Administratieve plaatsen (sołectwo)
Bieżywody, Biskupia Wola, Budy Szynczyckie, Czarnocin (sołectwa: Carnocin I en Czarnocin II), Dalków, Grabina Wola, Kalska Wola, Rzepki, Szynczyce, Tychów, Wola Kutowa, Zamość, Zawodzie.

## Aangrenzende gemeenten
Będków, Brójce, Moszczenica, Tuszyn